# 忘却バッテリー
『忘却バッテリー』（ぼうきゃくバッテリー）は、みかわ絵子による日本の漫画。『少年ジャンプ+』（集英社）において、2018年4月26日から隔週木曜更新で連載中。

## 概要
みかわにとって2作目の連載作品。キャッチコピーは「天才たちは出会ってしまった…！」「気づいてしまった もう、逃げられない。」など。
みかわは前作『ブタイゼミ』で演劇をテーマとしていたが、読者の母数が多いジャンルに挑みたいと野球漫画を描くことした。野球の絵や漫画は好きだが、試合を観ることは少なかったこともあり、スポーツに興味のない人でも読みやすく作っているという。1度は他社で連載を試みるも企画が通らず、漫画家の二宮裕次にアドバイスを受けるなどをしていたが、最終的に修正を施さず『少年ジャンプ+』で連載することが決定した。集英社新連載40連弾の第3弾として『終末のハーレム ファンタジア』・『アビスレイジ』などとほぼ同時期に始まった。
取材先として高校野球の地方予選（千葉県や神宮球場など）を挙げている。また、野球を本格的にやっていた夫に話を聞くこともあるという。そのほかの情報源として速報性に優れたTwitter・YouTubeなどを活用している。
『週刊少年ジャンプ』（集英社）2020年1号で出張掲載が行われた。これによって単行本7巻の電子書籍版売上が前巻比で245％に急増した。『SPY×FAMILY』・『地獄楽』などと共に『少年ジャンプ+』の代表的な作品として挙げられることもある。次にくるマンガ大賞2019年Webマンガ部門で6位を受賞した。2020年10月にはジャンプフェスタでオリジナルアニメが公開された。
「本誌には連載されないかもしれないが「ジャンプ」を冠する媒体／作品としてどこか納得感のある」作品であり、その点で『少年ジャンプ+』らしさを体現した作品の一つとも評されている。

## あらすじ
かつて中学硬式野球界で誰もが恐れた天才バッテリー・清峰葉流火と要圭。中学時代に彼らと対戦した山田太郎は野球を辞める決意をし、野球部のない小手指高校に進学する。だがそこで出会ったのは、記憶喪失により野球素人となった要と、それにくっついて入学してきた清峰だった。さらに、かつて清峰-要に心を折られて野球を辞めた天才プレーヤー・藤堂葵と千早瞬平もまた、同じく小手指高校に入学していることが判明。出会うはずのない場所で出会ってしまった天才たちは、発足したばかりの野球部に入り、再び野球の道を歩み始める。

## 登場人物
担当声優はOVA（ジャンプスペシャルアニメフェスタ2020）版 / テレビアニメ版の順に表記。一人しか記載がない場合はテレビアニメ版での配役。

### 都立小手指（こてさし）高校
勉学も部活も普通の都立高校。吉祥寺に近い位置にあり、高校野球では西東京地区に属する。これまで野球部は無く同好会だけだったが、要達の入学年度から部活動に。1年目夏の地区大会は部員10人で挑み4回戦で帝徳高校に敗れる。秋は部員8人で勝ちきれないとした監督の判断で出場せず。2年目は部員20人で活動している。
名前の由来は作者が初めて上京した時に住んでいた埼玉県小手指町から。
清峰 葉流火（きよみね はるか）
声 - 細谷佳正、川井田夏海（幼少期） / 増田俊樹、いなせあおい（幼少期）
本作の主人公。宝谷シニア出身。1年生→2年生。投手、右投右打。背番号1。身長185cm。血液型B型。12月10日生。
中学時代、「完全無欠」と評された天才投手。1年にして最速148km/hの剛速球と鋭く曲がる高速スライダーが武器。各地の野球名門校からのスカウトを蹴り、記憶喪失の要についてくる形で小手指高校に入学した。
ピッチャーとしてもバッターとしても超一級のプレイヤーだが、基本的に「球を投げること」「圭と野球をすること」にしか興味がなく、トレーニングや体調管理、チーム内のコミュニケーション等はほぼ要に依存している。幼少期は繊細で他人の言動に敏感な性格だったが、大人のアドバイスを聞きすぎてその才能が潰れることを危惧した要が実質的な指導をかって出たこともあり、良くも悪くも周囲を気にしない性格に成長した。野球に関しては極度の負けず嫌いで打撃や走力にも何かにつけ「俺の方が上」と主張、試合に勝てば相手の顔も名前も忘れるなど、傲岸不遜な態度で軋轢を生むことも多い。
1年目の夏大会では4番打者、2年からは疲労を少なくするため5番を担当。持ち球は前述の他にスローカーブがあり、2年目にはスプリットも加わった。
要 圭（かなめ けい）
声 - 宮野真守、松本沙羅（幼少期） / 宮野真守、永瀬アンナ（幼少期）
もう1人の主人公。宝谷シニア出身。1年生→2年生。捕手、右投左打。背番号2。身長172cm。血液型AB型。4月15日生。
清峰の幼馴染。かつては冷静沈着なリードで勝利に導く天才捕手だったが、記憶喪失により野球に関する知識と興味を失い、性格も生来のお調子者キャラになっている。時折突発的に記憶が戻り、かつてのような性格になることもあるが、後にこの変化は記憶の問題ではなく二重人格における人格交代であったことが判明する。1年目夏大会敗退後より両人格間で対話が可能となった。打順はシニア時代から2年次まで一貫して3番。
主人格（「アホ」/「マスター」）
物語当初で「記憶喪失の要圭」とされていた人格。女子が多いという理由から小手指高校へ進学した。野球に対する知識・技術は素人同然だが、打撃フォームや捕球体勢などは体が覚えている。持ちネタの一発芸「パイ毛」をはじめとする軽薄な言動でチームメイトを呆れさせがちなものの、明るく憎めないその性格は野球部のムード作りに貢献している。実は他人の感情の機微に敏く、無意識のうちに鋭い発言で図星を突くこともしばしば。
当初は野球に関わることさえ嫌がっていたが、様々な体験を経て野球の楽しさに目覚め、「打倒・智将要圭」としてかつての自分を超えることを目標に掲げるようになる。後にリトル時代から書き留めていた「ぜったいノート」や智将人格との対話により、キャッチャーとしての膨大な知識と技術を習得していく。
智将
シニア時代の要圭が作り出した別人格。物語序盤では「一時的に記憶が戻った」として稀に表出するのみだったが、1年目夏大会を境に内面で主人格に話しかけるようになり、以降定期的に表に出てくるようになる（このタイミングで、二重人格であることは山田らチームメイトにも周知している）。主人格を「マスター」と呼び、「智将要圭」を超える捕手とすべく育成している。理知的でクレバーなふるまいをするが主人格に対してはおちょくるような言動も目立つ。
山田 太郎（やまだ たろう）
声 - 福山潤 / 梶裕貴
秋津シニア出身。1年生→2年生。捕手→一塁手、右投右打。背番号3。身長164cm。血液型O型。3月3日生。
本作の主な語り部（モノローグによるナレーション担当）。プレイヤーとしては清峰ら四人組に劣るものの、リトルシニアチームでは「お山の大将（本人談）」を張れる程度には実力者だった。清峰・要バッテリーとの対戦で自らの凡才さを自覚、野球を辞める決意で小手指高校に進学したが、再会した清峰に誘いをかけられ野球部に入部する。
癖の強い同学年の面々の中では常識人かつ温厚な性格。ただし内心では要のお調子者な言動に対して辛辣なツッコミを入れることも多い。リトルシニア時代は捕手、帝徳高校との練習試合ではセンターを務めていたが、藤堂のイップス克服練習を機に一塁手となる。チームメイトからの人望があり、現在は小手指野球部の主将を務める。打順は1年次は5番、2年次は2番。
藤堂 葵（とうどう あおい）
声 - 鈴木達央 / 阿座上洋平
大泉シニア出身。1年生→2年生。遊撃手、右投右打。背番号6。身長181cm。血液型O型。8月31日生。
強肩強打の大型遊撃手。リトルシニア時代に清峰・要のチームと対戦した際のミスがきっかけで一塁送球ができないイップスを発症し、野球を辞めていた。荒んだ生活を送った後、野球部の無かった小手指高校に進学するも、再会した要に誘われ野球部に入部する。
表面上は荒っぽい自信家だが根は真面目。対照的な性格の千早にはよくからかわれており対立することもあるが、野球経験者として互いに通じるものがあり意見が合うことも少なくない。イップスについては要からの提案でワンバン返球による対処をしていたが、1年目夏の帝徳戦で完全に克服する。当初は千早と1番打者の地位を争っていたが、2年時にはクリーンナップを揃えたい監督の意向もあり4番を務めるようになる。
千早 瞬平（ちはや しゅんぺい）
声 - 松岡禎丞 / 島﨑信長
富士見シニア出身。1年生→2年生。二塁手、右投両打。背番号４。身長167cm。血液型A型。9月28日生。
優れた選球眼とバットコントロール、俊足を誇る二塁手。リトルシニア時代は恵まれない体格を技術と理論で補うべく必死の努力をしていたが、「技術と理論を兼ね備えた天才」清峰・要との対戦をきっかけとして自身の心の弱さを突き付けられ、野球を辞めていた。「野球は時間の無駄」と考え小手指高校に進学するも、本心では野球をやりたい気持ちが消えておらず野球部に入部する。
理論派で斜に構えた性格。シニア時代から人に頼ることを内心良しとしておらず個人プレーを重視する傾向にあったが、氷河高校との練習試合を境にチームプレーを行うようになっていく。藤堂とは1番打者の地位を争っていたが、2年目の夏からはトップバッター固定となる。夏大会は長打を狙うべくフォーム改変に取り組んでおり、打率が下がっている。
土屋 和季（つちや かずき）
声 - 山谷祥生
軟式野球部出身。2年生→3年生。中堅手、右投右打。背番号８。身長169cm。血液型A型。11月17日生。
体力はないが千早に負けず劣らずの瞬足を誇る中堅手。中学時代に「野球部」というシステムに馴染めなかった経験からゲームやアニメなどフィクションの「野球」に逃げ込んでいたが、野球というスポーツ自体は好きであり、要たちに誘われ野球部に入部する。
オタク気質で要の記憶喪失について「二次元みたい」、智将モードの要を「圭様」と称する。打力はないため打順は9番だが、帝徳戦では続く1番千早との連携で俊足を生かしたダブルスチールを成功させた。
楠田 竜樹（くすだ たつき）
声 - 下崎紘史 / 木村隼人
3年生→卒業。一塁手。右投右打。背番号10。
小手指野球部創立当初から所属していた、チャラい外見の先輩。当初は野球を頑張る気はなく、彼女がいないのにデートを名目に部活をサボるなど、山田からは御手洗と並んで「クソみたいな先輩」と称されていた。要らの誘い（煽り）を経て真面目に練習に参加するようになる。卒業後は小手指の公式戦の都度観戦に来ている姿が描かれている。
御手洗 優作（みたらい ゆうさく）
声 - 三宅健太 /藤沼建人
3年生→卒業。三塁手。右投右打。背番号5。打順は6番。
楠田の友人で野球部創立当初から所属していた先輩。楠田同様最初はサボっていたが、要に褒められてから練習に顔を出すようになる。体格が良く、打席は当たれば飛ぶタイプ。無口で表情が変わらないため気付かれにくいが、内心ではエラーを気にするなど真面目な一面も。卒業後は楠田とともに小手指の観戦に来ている。
鈴木（すずき）
声 - 鈴木崚汰
2年生→3年生。外野手。右投右打。背番号7。
小手指野球部を立ち上げた先輩の一人。真面目で優しい。佐藤同様野球の実力は低く、清峰達のことも知らずに勧誘した。しかしながら本気で甲子園を目指し始めた要らの練習にもついてくるなど、野球に対しては真剣。小学校時代に控えの控えだが投手経験があり、低速ながら安定したサイドスローが投げられる。
佐藤（さとう）
声 - 佐藤元
2年生→3年生。外野手。右投右打。2年次背番号9→3年次10。
鈴木と共に野球部を立ち上げた先輩。真面目で優しくやや天然。鈴木より恰幅が良い。3年次の夏大会ではスタメン落ちしたものの腐ることなく練習を積み、帝徳戦では代打でチャンスをものにした。
陽ノ本 照夜（ひのもと てるや）
新1年生。三塁手。右投左打。背番号５。帝徳高校の陽ノ本当の弟。打順は6番。
清峰らと同じ宝谷シニア出身の後輩。攻守共に真面目なプレースタイル。中学時代から清峰-要バッテリーを尊敬しており、腕試しの対戦を経てあえて帝徳ではなく小手指への入学を選択した。兄と同じく誠実だが、陽気な兄と異なりクールな性格。要曰く「いい子」。
滝 正雪（たき まさゆき）
新1年生。左投左打。背番号11。投手。
照夜と同じく宝谷シニア出身であり清峰らの後輩。球速は130km/h前半だが変幻自在の投球フォームと安定した精神力を併せ持ち、あらゆるフォームからでもストライクに入れる制球力を誇る。照夜同様、中学時代から清峰-要バッテリーを尊敬しており、
女性に対しても投球スタイルと同じく「相手に全て合わせていく」スタンスで接しており、全員合意の上で彼女が7人いる。恋をすると別人のようにイケメンになる。
猿川 小立（さるかわ こだち）
新1年生。投手、外野手。背番号9。身長180長。
「小手指でならレギュラーを取れる」と考えて進学してきた野心家。土屋たち下位打線を下に見ていたが紅白戦で考えを改める。
投手として試合に出ることにこだわりを持っていたが、中学時代は外野のレギュラーとして定着していた。バッティング時に手首をこねてしまう癖を要に見抜かれる。夏大会は背番号9をもらい落胆するも、外された佐藤のことを考え、全力で尽くすことを決意する。打順は7番。
木下（きのした）
新1年生。捕手。背番号12。たらこ唇が特徴的。
智将曰くキャッチングのセンスがある。智将に励まされた際は嬉しさをスクワットで発散していた。
佐古 優助（さこ ゆうすけ）
監督。1年目夏大会の後、従妹のレイラの勧めで就任した。覇気がなく自分の判断への不安が強く顔に出てしまうような「ゆるいオッサン」だが、部員たちとうまく調和をとってチームを導く。大学時代に怪我をして以来野球から離れていた過去がある。
佐古 レイラ（さこ れいら）
マネージャー。2年生→3年生。
1年目夏大会の後、従兄の優助を監督に推すとともにマネージャーとして入部した。「女子は甲子園に行けない」ことで退いた野球経験者であり、スローカーブとツーシームが投げられる。クールな性格だが、優助に対しては親身に接する。
姫倉 清花（ひめくら さやか）
マネージャー兼チアリーダー。2年生→3年生。
レイラの友人でレイラと同時期にマネージャーとして入部する。中学時代にチアリーダーをやっていたものの、応援したチームが負けるというジンクスゆえに他部員から責められチアを辞めていた。内心では他人の言葉に流されて辞めたことを後悔しており、翌年夏大会でチアリーダーとして復帰する。
投資業界のSNSでは買った銘柄が暴落する逆神・「億り姫（おくりひめ）」として有名。
ポニーテールの女子（姓名不詳）
智将モードの圭に心を奪われた女子。アホモードの圭を同一人物だと認識できない。のちに智将モードの圭を目当てにマネージャーとして入部し、チアリーダーも務める。

### 私立帝徳（ていとく）高校
西東京地区の名門校。野球部員は完全寮生活で、福岡や神奈川など県外から多くの部員を抱えており、3年間ベンチに入れない部員も多い。要達の1つ上の学年が最強の代と言われている。
1年目夏は地区大会4回戦で小手指に勝利、決勝で氷河高校を下し甲子園進出するも1回戦で大阪陽盟館に大敗。続く春の選抜は準決勝で横浜高校に敗れベスト4。2年目の夏は地区大会準決勝で小手指と再戦するも惜敗した。
国都 英一郎（こくと えいいちろう）
声 - 大塚剛央
1年生→2年生。一塁手。右投左打。身長184cm。血液型A型。5月23日生。鷺宮シニア出身。
黒髪とタレ目が特徴。1年から帝徳の4番を担う長距離砲の主軸。シニア時代に対戦した清峰・要の実力に感激し、二人と共に帝徳高校に入って甲子園を目指したいと考えていた。再会時には要が記憶喪失状態であることを知らなかったため、野球を軽視するかのような要の言動に激怒・失望するも、夏の小手指との試合で認識を改め再戦を誓う。生真面目な性格で、面倒臭い飛高のことも先輩として本心から慕っている。また選抜以降では負けた責任を重く感じ調子を崩していた。
飛高 翔太（ひだか しょうた）
2年生→3年生。投手。右投右打。打順は8番。
150キロ代の直球を投げる長身のパワーピッチャー。すでにプロ野球のドラフト候補だが、明るい顔に反して卑屈すぎる性格ゆえに自己評価が異常に低く、褒められてもすぐ自虐的になる。偏食気味でごまが大好物。
卑屈な性格ゆえに立ち上がりは悪いが尻上がりに調子が上がるタイプ。特に8回辺りからは脳がショートして開き直り、絶好調のピッチングを見せる。常に自身の能力に満足しないため向上心も高い。打撃は陽ノ本と違いあまり良くない様子。
陽ノ本 当（ひのもと あたる）
2年生→3年生。投手。右投右打。身長195cm。打順は3番。背番号11。神奈川出身。
飛高に負けず劣らずの球威と精度を誇る本格派。頼りがいのあるポジティブな言動でチームメイトのメンタルを支え、飛高の自虐にも呆れることなくフォローし励ましている。「（同学年の選手が）全員陽ノ本と野球がしたくて帝徳に来た」と言われるほど人望があり、その人格から他チームからも「良い人」と評されている。
打撃にはあまり興味がないが、高身長とセンスにより軽く振るだけでも長打を出せる。3年生にあると身体全体を使った打撃フォームに変え長打が出やすくなった。
小里 偲歩（こざと しのぶ）
2年生→3年生。遊撃手。打順は1番。右投左打。
帝徳一の出塁率を誇る俊足のトップバッター。短気でキレやすい性格で、飛高との会話は相性が悪い。炭酸が好物。
自身を飛高や陽ノ本と比較して「プロには行けない、『帝徳のレギュラー』止まり」と自認している。しかしながらそれゆえに帝徳１番打者として譲れない矜持を持ち、2年次夏の地区大会決勝では氷河相手に2塁からの逆転ホームインでサヨナラを果たした。
千石 今日路（せんごく きょうじ）
2年生→3年生。二塁手。打順は2番。右投右打。
よく後輩達から「千石さん」と名前を連呼されている。表情を変えないクールさで口数も多くはないが、飛高が面倒臭い言動をした時には容赦なくツッコミ（暴言）を浴びせることも。ミート力が高くバントが上手い。
名前およびプロフィール情報から、作者の前作「ブタイゼミ」の主人公の息子であることが示唆されている。
久我 歳行（くが としゆき）
2年生→3年生。三塁手、右翼手。打順は5番。右投右打。
パワーヒッターだが小技もできる努力家。一見強面だが心は優しい。
1年目夏の小手指戦では8回裏にホームへの送球を外し得点を許すも、9回裏に逆転サヨナラスリーランを放ち面目躍如した。
益村 重光（ますむら しげみつ）
2年生→3年生。捕手、三塁手。打順は6番。右投右打。
飛高のバッテリー。2年時は正捕手の先輩が怪我をしたため繰り上がりでレギュラーになった。ミットはその先輩のもの。
正捕手になった経緯ゆえに自己評価は低めで、捕手として何もかも上の乗富が入部してきた際には内心安堵していた。しかし乗富と飛高との相性を理由に監督からは引き続き飛高とのバッテリーを任され、「俺達が帝徳の正バッテリーだ」との自負を新たにする。
寺田
中堅手。打順は8番。右打。
1年目の夏大会のレギュラー。
片山
右翼手。打順は9番。右打。
1年目の夏大会のレギュラー。
乗冨 大善（のりとみ だいぜん）
新1年生。捕手。背番号12。右投右打。
佐賀県・神崎ボーイズ出身。自分のことをスーパールーキーと称する自信家。進学前に帝徳の監督へビデオメッセージを送り、陽ノ本が本気を出していないこと、その球を取れるのは自分であることをアピールしてスカウトされた。
キャッチングはもちろんのこと打者としてのスキルもあり、体格に反して足が速い・頭脳面でも能力を発揮するなど全てがハイレベル。一方、そのキャラの濃さからバッテリーとしては飛高と相性が良くないと監督に判断されたため、飛高登板時はサードを守る。
内藤（ないとう）
中堅手。打順は8番。右投右打。
2年目の夏大会のレギュラー。
高木 （たかぎ）
声 - 柳田淳一
2年生。投手。
本人曰く中学時代は『福岡の狂犬』の異名を持っていた。1年目に行われた小手指との練習試合に先発するも、上位打線から連打を浴びる。
岩崎 勤（いわさき つとむ）
声 - 金尾哲夫
帝徳高校野球部の監督。厳格かつ冷静な名将。「選手は愛しても信じるな」の言の通り、試合では非情の采配を下すこともあるが、部員たちを強く愛している。1年目の甲子園で陽盟に完敗した際は部員に対するネット上の無思慮な批判に憤りを露わにしていた。
かつて清峰・要・藤堂・千早をスカウトしたにもかかわらず獲得できなかったことに多大な未練を抱えており、全員が小手指高校に在籍していると知った時には大いに取り乱してコーチを困惑させた。その後も4人のことが絡むと人が変わるが、公式戦においては普段通りの冷静さを見せる。
コーチ
声 - 杉田智和
メガネを掛けた真面目そうな外見の青年。野球部長としてベンチ入りもしている模様。岩崎監督の普段と違う情緒不安定な所を目撃してはリアクション要員になっている。

### 私立氷河（ひかわ）高校
帝徳に次ぐ西東京の強豪。1年目の春の都大会ではベスト4。1年目夏の西東京大会では帝徳に敗れ準優勝。2年目の夏大会は決勝で小手指と対戦。
巻田 広伸（まきた ひろのぶ）
声 - 石井マーク
1年生→2年生。投手、右翼手。右投右打。身長183cm。血液型O型。7月14日生。背番号10。
威力あるストレートの持ち主で、直球勝負を信条とするパワーピッチャー。直情型の性格で思考回路が単純なため、桐島からはゴリラ呼ばわりされていじられている。視力2.0。
千早と同じリトルシニアチーム出身。千早の小技や頭を使うプレースタイルを「チマチマしていてつまらない」と評しつつも、その実力は認めておりライバル視している。
球種は直球のみだったが、練習試合で帝徳に打ち込まれて以降は落差のあるフォーク(本人曰くマキタロックボール)を習得した。その体格や運動神経から打撃も良く、1年で5番、2年生では4番を打つとともにライトも守る。
桐島 秋斗（きりしま しゅうと）
声 - 河西健吾
2年生→3年生。投手、左投左打。身長178cm。血液型AB型。1月24日生。背番号1。打順は3番。
キレのある速球と多彩な変化球で打者を翻弄するエース左腕投手。大阪からの野球留学生で笑いに厳しく、部内で「ダントツでオモンない」巻田をイジりまくっている。大阪陽盟館高校の桐島夏彦の兄。リトルシニア時代は兄弟で同じチームに属し、背番号1ながらも弟の後ろでずっと控えだった。かつて追い抜かれるとわかっていながら、夏彦のエースとは何かという質問に対し予想した事を答えられず、夏彦を失望させた。関西からスカウトが来たが魅力的に思えず、シニアの監督のつてで小島監督と会い、氷河に進学した。
舞原 正太郎（まいはら しょうたろう）
捕手。1年生。右投左打。打順は1番。
小柄だが強力なパワーヒッター。腰を落とした構えから溜めた力を放ち、夏大会はホームラン3本。童顔でゆるい雰囲気を纏いつつも、巻田のことは上手く扱っている。実は家庭環境は複雑。
宇部 智也（うべ ともや）
一塁手。1年生。右投右打。打順は2番。
202cmの長身選手。その腕の長さは離れたコースにも届く、飛距離はチームナンバー1の長距離打者。中二病めいたところがあり、怪我もしていないのに手足に包帯を巻いている。同級生の舞原に敬語を使うなど礼儀正しい性格。中二病でオタクだが舞原以外の上級生からは理解されていない。アニメ好きで練習で見れないときは血涙を流している。
栗田（くりた）
声 - 高橋信
1年生→2年生。三塁手→二塁手。右投右打。打順は9番。
千早、巻田と同じ富士見シニア出身。二人の性格をよく理解しており、千早の「壁」がフィジカルではないことを察していた。
九条（きゅうじょう）
遊撃手。2年目に初登場。3年生。左打。打順は5番。
沼田（ぬまた）
三塁手。2年目に初登場。3年生。右打。打順は6番。
寺門（てらかど）
中堅手。2年目に初登場。3年生。左打。打順は8番。
棚橋（たなばし）
左翼手。打順は7番。
小島（こじま）
監督。髪型はリーゼント。
今年のチームは最強と評しており、決勝戦では試合前に都立びいきのムードに対し実力に勝るものはないと鼓舞した。人との距離感がかなり近い。

### 横山（よこやま）高校
設立母体不明。1年目、2年目ともに夏の地区大会1回戦で小手指と対戦。監督含む選手達が何故か全員同じ顔で、小手指をやたらと見下している。
投路（とうじ）
投手。右投げ。
「松坂世代の草野球のおっさん」を思わせる見た目で、首回りの緩いタートルネックを着用するなど現役高校生らしからぬ服装センスを持つ。速球が得意で体感速度160㎞を自称する。
監路（かんじ）
監督。投路と全く同じ容姿を持ち、2年目に再登場した際も全く変わっていない。
捕路、一路、セカン路、三路、遊路、左路、中路、右路（ほじ、いちじ、せかんじ、さんじ、ゆうじ、さじ、なかじ、うじ）
2年目に登場した新入生たち。全員投路と全く同じ容姿で作中の人物達からも見分けがつかない。
中路は試合後に集英社への入社を志しており、のちにジャンプの制作にかかわるようになった。

### 星明（せいめい）学園
おそらく私立。春ベスト16に入った中堅校。
高須（たかす）
2年生→3年生。左翼手、右投左打。打順は9番。
藤堂と同じ大泉シニア出身。プレーはさほど上手くないが仲間を想う熱意は人一倍。中学時代は藤堂の「いい先輩」でありたいと思い、時折先輩風を吹かせつつも可愛がっていた。イップス発症後にチームから消えた藤堂を心配して連絡を取ろうとするも、街中で不良と乱闘している藤堂を見て自身の無力を悟りその場を去る。後に小手指高校に進学した藤堂と再会した際は藤堂が野球に復帰したことを素直に喜び、小手指との試合を楽しみにしていた。
津田（つだ）
2年生→3年生。投手、左投左打。
藤堂・高須と同じ大泉シニア出身。無口で表情があまり動かず、藤堂曰く「ロボットのような動きをする」。努力を怠らない堅実な選手で継続こそ美徳と考えており、それゆえに藤堂が野球を辞めたことを良く思っていなかった。継続の神であるこち亀の両さんを尊敬している。

### 都立花木（はなき）高校
2年目から登場。夏の地区大会で星明に勝利し、小手指と対戦。
金城（きんじょう）
2年生。捕手。右投右打。
冷静な理論派。自身の適正や能力を考えた上で捕手の道を選んでいる。清峰・要と同じ宝谷シニア出身。同じ捕手である要について「捕手としての才能は大差ないが、運良く天才投手の清峰と組めたので評価されている」、要が陽盟高校からのスカウトを蹴ったことを「幸運を無駄にした」と考えていた。理論を優先しバッテリーの渡辺をはじめチームメイトを強権的に従える姿勢をみせていたが、小手指戦を通して精神面の重要性とそれを軽視していた自身に気付き、試合後は要に対して負けを素直に認めている。
渡辺（わたなべ）
1年生。投手。左投左打。
金城と同様、清峰・要と同じ宝谷シニア出身。シニア時代は要に憧れていたが、相談に対し辛辣な指摘をされたことを機に逆恨みするようになる。その際の指摘への反発から、要に勧められたサイドスローではなく上手投げにこだわっている。
粘着質な性格で、要を模した巨大藁人形（自作）を試合会場に持ち込むほどだったが、小手指戦を通して要に対する憎悪を解消し、金城ともバッテリーとして信頼関係を新たにした。

### 大阪陽盟館（ようめいかん）高校
全国一の実力を誇る激戦区大阪の名門校。入部はスカウト制で、身長180cm以上の選手しか取らない。甲子園「出場」ではなく「優勝」を目標に活動しており、プロ野球選手を数多く輩出している。
1年目夏の甲子園は1回戦で帝徳を大差で破り、そのまま優勝し春夏連覇。2年目の春も選抜優勝している。
桐島 夏彦（きりしま なつひこ）
1年生→2年生。投手。左投。背番号1。
大阪陽盟館のエース。氷河高校の桐島秋斗の弟。実力主義者で兄を含む陽盟館以外の野球部員を見下しており、負けた相手について辛辣な言葉を述べるなど露悪的な言動が目立つ。その一方で、白旗の考えに対し論理的に反論する面もある。フリが大きいが球速が出せるダイナミックなフォームが特徴。
家族とは似てないほど我儘で、親曰く曽祖父がやばかったとのこと。リトルで見た兄の姿を見て投手を始め、中学時代は背番号11ながらも兄を抜かし実質エースだった。中2のころには陽盟からスカウトが来ていた。
兄の夏彦のことはカス扱いして見下しているが、氷河の都大会の試合を見ているなど嫌っては居ない模様。
白旗 孝史（しらはた たかふみ）
1年生→2年生。投手。右投。背番号10。
桐島との二枚看板。実家は地主でかなり裕福。常に丁寧語で礼儀正しく、品位を気にしている。桐島の言動に対して品がないことをよく指摘する。
凪 薫（なぎ かおる）
1年生→2年生。捕手。右投。身長188cm。背番号2。
肌黒。天性の肩力、高校生離れのフィジカル、リード力を併せ持つメジャー的捕手。要曰く「大阪の壁」。普段は無表情で野球以外に興味がなく、大柄だが食欲はあまりない。
亀田（かめだ）
大阪陽盟館監督。コミカルな人柄だが全国から才能を集める目利きは本物。そのコーチング力で大阪陽盟館を甲子園優勝に導いている。心の底から野球を愛しており、逆にサッカーの事は血涙を流すほど敵視している。
中学時代に清峰をスカウトするため、対象外だった要をバーターとして取る判断をした。

### その他の登場人物
清峰 葉流馬（きよみね はるま）
清峰の兄。サラリーマン。アダルトビデオを七千本所有しており、千早らの野球のプレイを見ただけで彼らの性癖を見抜き趣味に合ったAVを提供した。
社会人らしく非常に礼儀正しい人物で、野球以外ダメ人間である弟・葉流火に厳しく接するため本人から恐れられている。シャイで初対面の人に会うと上手く話せないため山田たちが清峰家を訪れた際には馬のかぶりものを被っていた。小手指の試合観戦時はマスクとグラサンと帽子を着用。葉流火同様の短髪だが素顔は不明。
要の母
声 - 愛河里花子
息子に似た顔つき。のほほんとしたおせっかい焼きで息子の思春期な部分にも遠慮なく踏み込むオカン。思春期の圭からはババアと呼ばれているが特に気にしていない。息子の記憶喪失については「アホになった」「反抗期」程度に捉えている。高校時代はチアリーダーをしていた。
藤堂姉妹
声 - 上田瞳（姉）；井上ほの花（妹）
美人の姉と幼児の妹。藤堂がイップスを発症した際は静かに見守っていた。藤堂が野球を再開したことを喜んでいる。
安藤（あんどう）
吉祥寺のスポーツ用品店の店長。岩崎とは旧知の仲。山田のことを気に入っており、湯揉などのサービスをタダにした。
佐古 純次（さこ じゅんじ）
新聞記者。佐古レイラの父親で佐古監督の叔父。小手指高校の実力を買っている。
氷河大好きおじさん
名前通り氷河高校の大ファン。

## 書誌情報
- みかわ絵子『忘却バッテリー』集英社〈ジャンプ・コミックス〉、既刊21巻（2025年4月4日現在）
  1. 2018年9月4日発売[16][17]、ISBN 978-4-08-881603-6
  2. 2018年12月4日発売[18]、ISBN 978-4-08-881688-3
  3. 2019年3月4日発売[19]、ISBN 978-4-08-881765-1
  4. 2019年6月4日発売[20]、ISBN 978-4-08-882013-2
  5. 2019年8月2日発売[21]、ISBN 978-4-08-882026-2
  6. 2019年12月4日発売[22]、ISBN 978-4-08-882147-4
  7. 2020年5月13日発売[23]、ISBN 978-4-08-882308-9
  8. 2020年9月4日発売[24]、ISBN 978-4-08-882451-2
  9. 2021年3月4日発売[25]、ISBN 978-4-08-882617-2
  10. 2021年6月4日発売[26]、ISBN 978-4-08-882699-8
  11. 2021年8月4日発売[27]、ISBN 978-4-08-882739-1
  12. 2022年1月4日発売[28]、ISBN 978-4-08-882887-9
  13. 2022年5月2日発売[29]、ISBN 978-4-08-883123-7
  14. 2022年9月2日発売[30]、ISBN 978-4-08-883252-4
  15. 2023年3月3日発売[31]、ISBN 978-4-08-883442-9
  16. 2023年8月4日発売[32]、ISBN 978-4-08-883617-1
  17. 2024年1月4日発売[33]、ISBN 978-4-08-883760-4
  18. 2024年6月4日発売[34]、ISBN 978-4-08-884055-0
  19. 2024年9月4日発売[35]、ISBN 978-4-08-884184-7
  20. 2024年12月4日発売[36]、ISBN 978-4-08-884326-1
  21. 2025年4月4日発売[37]、ISBN 978-4-08-884473-2

## OVA
2020年10月11日にYouTubeのジャンプチャンネルで配信された『ジャンプスペシャルアニメフェスタ2020』にて、オリジナルアニメが公開された。 原作第1話と第2話を元にした内容となっている。

### スタッフ（OVA）
- 原作 - みかわ絵子[38]
- 監督・絵コンテ・演出 - 篠原ぱらこ[38]
- キャラクターデザイン・総作画監督 - 伊藤憲子[38]
- 美術監督 - 赤木寿子[38]
- 脚本 - 藤原ちぼり[38]
- 演出 - 青島昂希[38]
- 色彩設計 - 徳田智瑛子[38]
- 撮影監督 - 八木まどか[38]
- 編集 - 寶藏旬也[38]
- 音響監督 - 小泉紀介[38]
- 音響制作 - dugout[38]
- 制作 - MAPPA[38]

## テレビアニメ
2020年に公開されたOVAに続き、MAPPAの制作でテレビアニメ化。第1期は2024年4月から7月まで、テレビ東京系列ほかにて放送された。第2期の制作が決定している。
第8話「3次元の野球はちょっと…」では、登場人物が遊んでいる野球ゲームとして、コナミデジタルエンタテインメントによるスマートフォン用野球ゲーム『実況パワフルプロ野球』のゲーム映像が使用された。

### スタッフ（テレビアニメ）
- 原作 - みかわ絵子[13]
- 試合制作 - 高嶋栄充[13]
- 監督 - 中園真登[13]
- 副監督 - 飯田剛士[13]
- シリーズ構成 - 横手美智子[13]
- キャラクターデザイン - 長谷川ひとみ[13]
- アクション作画監督 - 立中順平[13]、徳丸昌大[13]
- プロップデザイン - 日向正樹、川元まりこ
- 美術監督 - 船隠雄貴[13]
- 美術設定 - 中島美佳、イノセユキエ、飯田剛士、徳丸昌大、真村躍、船隠雄貴（番外編 - 第12話）
- 色彩設計 - 中野尚美[13]
- 撮影監督 - 川下裕樹[13]
- 3DCG監督 - 小川耕平[13]
- 編集 - 吉武将人[13]
- 音響監督 - 名倉靖[13]
- 音響効果 - 長谷川卓也[13]
- 音響制作 - dugout
- 音楽 - 菊谷知樹[13]、山崎寛子[13]
- 音楽制作 - 村上葉子、木村誠、松﨑崇
- 音楽プロデューサー - 水鳥智栄子
- 製作プロデューサー - 田中翔、木村誠
- プロデューサー - 河本紗知、中井友佑
- アニメーションプロデューサー - 長谷川博哉、岡村耕也
- 制作 - MAPPA[13]
- 製作[注 12] - KADOKAWA、MAPPA

### 主題歌
「ライラック」
Mrs. GREEN APPLEによる第1期のオープニングテーマ。作詞・作曲は大森元貴、編曲は久保田真悟と大森元貴。
「忘レナ唄」
マカロニえんぴつによる第1期のエンディングテーマ。作詞・作曲は はっとり、編曲はマカロニえんぴつ。

### 各話リスト
| #01 | 思い出させてやるよ       | 横手美智子 | 中園真登          | 中園真登 松井健人          | 島袋奈津希 三浦里菜 朴旲烈 西野理惠 青木里枝 馬場充子 | 長谷川ひとみ                   | 2024年 4月10日 |
| #02 | 一緒にやる？             | 横手美智子 | 飯田剛士          | 飯田剛士 藤井邦雄          | 飯田剛士 山本正文 朱世杰 金田莉子 鈴木幸江 末澤卓哉 奥田哲平 髙久美弥 辻村幸輝 朴旲烈 覃启若 李晨晨 王世林 欧文莹侠 ANIHOUSESUN                                                   | 長谷川ひとみ                   | 4月17日        |
| #03 | だから、なんだ           | 横手美智子 | 川尻健太郎        | 川尻健太郎                 | 辻村幸輝 井上修一 若狭賢史 朴旲烈 三浦里菜 李美英 Fincrossed studio | 長谷川ひとみ                   | 4月24日        |
| #04 | 容赦しないよ             | 横手美智子 | 立中順平          | 永松一誠                   | 西原大樹 惠健人 島袋奈津希 小木曽伸吾 柴田志朗 中西優里香 金田莉子 | 長谷川ひとみ                   | 5月1日         |
| #05 | 辞めたきっかけの         | 横手美智子 | 森本育郎          | 横山和基                   | 朴旲烈 久保奈都美 奥田哲平 吉川真帆 髙久美弥 藤田亜耶乃 岩﨑夏奈 本多みゆき とみながまり 松岡秀明 石塚理央 李美英 林梦贇                                                          | 長谷川ひとみ                   | 5月8日         |
| #06 | やる!!                   | 横手美智子 | 飯田剛士          | 飯田剛士 藤井邦雄          | 飯田剛士 三浦里菜 井上修一 若狭賢史 末澤卓哉 柴田志朗 島田千裕 中西優里香 林朱銀 周俊杰 王渝 叶昌 李晨晨                                                                          | 島袋奈津希                     | 5月15日        |
| #07 | 面白いやつら             | 横手美智子 | 川尻健太郎        | なかがわあつし 川尻健太郎  | 長谷川ひとみ 西原大樹 惠健人 宮地聡子 魯亞芝 直木祥子 佐藤聖菜 髙久美弥 岩﨑夏奈 陳韋寧 陳品君 キム ヒョナ パク ソジョン ソ ウンジ 林梦贇                                         | 長谷川ひとみ                   | 5月22日        |
| -   | 番外編 ハイライト！      | 髙橋明峰   | -                 | -                          | - | 長谷川ひとみ                   | 5月29日        |
| #08 | 3次元の野球はちょっと…   | 池田臨太郎 | 鈴木勇真          | 鈴木勇真                   | 藤田亜耶乃 本多みゆき 朴旲烈 久保奈都美 中熊太一 千装直樹 柴田志朗 松岡秀明 末澤卓哉 鈴木幸江 陳韋寧 小野玲奈 吉川真帆                                                            | 島袋奈津希                     | 6月5日         |
| #09 | 誰に向かって口きいてんだ | 横手美智子 | 津曲大介          | 津曲大介                   | 井上修一 若狭賢史 宮地聡子 三浦里菜 林朱銀 石塚理央 金採恩 奥田哲平 陳品君 五十嵐友美 津曲大介 周俊杰 王渝 李晨晨 欧文莹侠 张曦萦 叶昌 林梦贇 シン ウンア ホン ヒョンスク         | 長谷川ひとみ                   | 6月12日        |
| #10 | 逃れられない             | 池田臨太郎 | 立中順平          | 小林寛 永松一誠            | 朴旲烈 島田千裕 佐藤聖菜 西原大樹 山本彩 久保奈都美 林珠銀 陳韋寧 中熊太一 川尻健太郎 ほうわ Whoami Roccia Nobili シン ウンア パク ソジョン ソ ウンジ 欧文莹侠 王渝 周俊杰 毛缟斑 | 森光恵 島袋奈津希              | 6月19日        |
| #11 | 俺は嘘つきだ             | 池田臨太郎 | 徳丸昌大          | 徳丸昌大 増田桃一郎        | 徳丸昌大 井上修一 小木曽伸吾 石塚理央 宮地聡子 中西優里香 陳品君 若狭賢史 三浦里菜 陳韋寧 飯田剛士 キム ヒョナ パク ソジョン 林梦贇                                               | 朴旲烈 島袋奈津希              | 6月26日        |
| #12 | 嫌だったか               | 横手美智子 | 中園真登 藤井邦雄 | 中園真登 土門健一 藤井邦雄 | 杉山和隆 末澤卓哉 津曲大介 飯田剛士 三浦里菜 西原大樹 林朱銀 魯亞芝 若狭賢史 樂園 久保奈都美 宮地聡子 中熊太一 陳韋寧 島田千裕 Whoami 林梦贇 陳品君 ソ ウンジ パク ソジョン       | 長谷川ひとみ 島袋奈津希 朴旲烈 | 7月3日         |

### 放送局
| 放送期間                | 放送時間                     | 放送局              | 対象地域                                                    | 備考                                 |
| ----------------------- | ---------------------------- | ------------------- | ----------------------------------------------------------- | ------------------------------------ |
| 2024年4月10日 - 7月3日  | 水曜 0:00 - 0:30（火曜深夜） | テレビ東京系列全6局 | 北海道・関東広域圏・愛知県・ 大阪府・岡山県・香川県・福岡県 | 字幕放送                             |
| 2024年4月12日 - 7月5日  | 金曜 20:00 - 20:30           | AT-X                | 日本全域                                                    | CS放送 / 字幕放送 / リピート放送あり |
| 2024年4月26日 - 7月12日 | 金曜 1:29 - 1:59（木曜深夜） | 熊本県民テレビ      | 熊本県                                                      |                                      |
| 2024年5月3日 - 7月19日  | 金曜 17:00 - 17:30           | テレビ和歌山        | 和歌山県                                                    |                                      |
| 2024年6月3日 - 8月26日  | 月曜 19:00 - 19:30           | アニマックス        | 日本全域                                                    | BS/CS放送 / リピート放送あり         |

| 配信開始日    | 配信時間                           | 配信サイト | 備考                   |
| ------------- | ---------------------------------- | --- | ---------------------- |
| 2024年4月10日 | 水曜 0:30（火曜深夜） 更新         | Amazon Prime Video | 見放題配信             |
| 2024年4月11日 | 木曜 0:30（水曜深夜） 以降順次更新 | ABEMAプレミアム DMM TV dアニメストア （本店・for Prime Video・ニコニコ支店） FOD （本店・FODチャンネル for Prime Video） Hulu J:COM STREAM Lemino milplus Netflix TELASA U-NEXT WOWOWオンデマンド アニメタイムズ アニメ放題 auスマートパスプレミアム Disney+ バンダイチャンネル ふらっと動画 | 見放題配信             |
|               |                                    | HAPPY!動画 J:COM STREAM milplus music.jp TELASA YouTube カンテレドーガ クランクイン!ビデオ ニコニコチャンネル バンダイチャンネル ビデオマーケット ムービーフルPlus | レンタル配信           |
|               |                                    | ABEMA Lemino TVer ニコニコチャンネル ネットもテレ東 | 最新話期間限定無料配信 |

### BD / DVD
| 巻 | 発売日        | 収録話          | 規格品番   | 規格品番   |
| 巻 | 発売日        | 収録話          | BD         | DVD        |
| -- | ------------- | --------------- | ---------- | ---------- |
| 1  | 2024年6月26日 | 第1話 - 第3話   | ZMXZ-17461 | ZMBZ-17471 |
| 2  | 2024年7月24日 | 第4話 - 第6話   | ZMXZ-17462 | ZMBZ-17472 |
| 3  | 2024年8月28日 | 第7話 - 第9話   | ZMXZ-17463 | ZMBZ-17473 |
| 4  | 2024年9月25日 | 第10話 - 第12話 | ZMXZ-17464 | ZMBZ-17474 |

| テレビ東京系列 水曜 0:00 - 0:30（火曜深夜）    | テレビ東京系列 水曜 0:00 - 0:30（火曜深夜）        | テレビ東京系列 水曜 0:00 - 0:30（火曜深夜）                                                            |
| 前番組                                         | 番組名                                             | 次番組                                                                                                 |
| ---------------------------------------------- | -------------------------------------------------- | --- |
| SHAMAN KING FLOWERS （2024年1月10日 - 4月3日） | 忘却バッテリー（第1期） （2024年4月10日 - 7月3日） | モノノ怪 （2024年7月10日 - 9月25日） - ※実質再放送 - ※本放送はフジテレビ『ノイタミナ』枠ほかにて実施。 |

## 舞台
2025年10月10日から10月19日まで天王洲 銀河劇場、10月25日から10月26日までCOOL JAPAN PARK OSAKA WWホールで公演予定。主演は田中涼星。

### キャスト
- 清峰葉流火 - 田中涼星
- 要圭 - 荒牧慶彦
- 藤堂葵 - 上山航平
- 千早瞬平 - 櫻井圭登
- 山田太郎 - 納谷健
- 土屋和季 - 伊崎龍次郎
- 国都英一郎 - 塩田一期
- 巻田広伸 - 松田昇大
- 桐島秋斗 - 二階堂心
- 岩崎勤 - 細見大輔
- 江口航
- 長田健一
- 清水玲雄
- 立花涼
- 羽場奎斗
- 山﨑千紘
- 嵯峨のん
- 澤田理央

### スタッフ（舞台）
- 原作 - みかわ絵子『忘却バッテリー』[49]
- 脚本・演出 - 山崎彬[49]
- 音楽 - 和田俊輔[49]
- 美術 - 松生紘子[49]
- 振付・ステージング - 浅野康之[49]
- 照明 - 加藤直子[49]
- 音響 - 山口剛史[49]
- 映像 - 森すみれ[49]
- 衣裳 - 丁瑩[49]
- ヘアメイク - 瀬戸口清香[49]
- 野球演技指導 - デーブ・ベースボールアカデミー[49]
- 演出助手 - 藤嶋恵[49]
- 舞台監督 - 辻泰平[49]
- 技術監督 - 堀吉行[49]
- 宣伝美術 - 江口伸二郎[49]
- 宣伝写真 - 中村理生[49]
- 制作協力 - アンデム[49]
- 制作 - ネルケプランニング[49]
- 監修 - 集英社[49]
- 協賛 - イープラス[49]
- 協力 - 一般社団法人日本2.5次元ミュージカル協会[49]
- 主催 - 舞台『忘却バッテリー』製作委員会[49]